# Natalia Valdebenito
Natalia Carolina Valdebenito González (Santiago, 7 de junio de 1979) es una actriz, locutora de radio y comediante chilena. Ganó popularidad en televisión gracias al programa de comedia Cabra chica gritona del canal de cable Vía X y en el exitoso El club de la comedia, transmitido por el canal de televisión abierta Chilevisión. Pero no fue hasta su presentación de stand up comedy en el Festival de Viña del Mar 2016 cuando su nombre se hizo presente en la cultura chilena, gracias a sus temáticas sobre el feminismo.

## Infancia y estudios
Natalia nació en Santiago de Chile el 7 de junio de 1979, en la comuna de San Miguel. Es hija de Ángela González, una asistente social, y de Carlos Valdebenito, un comerciante e imprentero. Es la mayor de sus medio hermanos, Gabriela y Giancarlo.
Creció en el barrio Franklin, en Santiago de Chile y estudió en el Colegio Santa Cruz, de donde se graduó en 1998. Años más tarde, egresó de la Escuela de Teatro Imagen de Gustavo Meza.

## Carrera televisiva
Natalia comenzó su carrera televisiva cuando aún era una niña, como parte del último grupo de noteros chilenos en el «Clan Infantil» de Sábados gigantes, programa que después despreciaría.

### Cabra chica gritonayEl club de la comedia(2004-2009)
Tras ejercer tres años pedagogía teatral, asistió al casting de Cabra chica gritona, programa de cable estrenado el 12 de abril de 2004 en Vía X y que coprotagonizó junto con la actriz chilena Jenny Cavallo. El programa fue un éxito y se extendió hasta el 22 de diciembre de 2006.
Al año siguiente, Valdebenito se integró al programa El club de la comedia, esta vez de señal abierta, en Chilevisión. El programa seguía el formato stand-up comedy y fue un spin-off de Sociedad de Comediantes Anónimos (SCA), también programa de su anterior canal de televisión Vía X, en donde participaban la mayoría de sus integrantes originales. Los demás integrantes del elenco lo conformaban Patricio Pimienta, Nathalie Nicloux, Sergio Freire, Juan Pablo Flores y Pedro Ruminot, siendo Ruminot y Valdebenito quienes no formaron parte de SCA. Nicloux se transformaría en una amiga cercana de Valdebenito.
A fines de 2009, Valdebenito y Nicloux decidieron no renovar contrato con Chilevisión, lo que causó revuelo entre la audiencia que las seguía. Valdebenito señaló que su renuncia se debió a que «no quería seguir siendo un gomero» (en referencia al poco protagonismo de las mujeres en el espacio), además de rumores entre los integrantes y acoso laboral por parte de algunos de los integrantes masculinos en contra de las dos.

### Otras apariciones en televisión (2010-2018)
En 2010, Valdebenito regresó a la pantalla chica en el late show A/Z de TVN, conducido por Ignacio Franzani y coanimado por la misma Valdebenito y por Fernando Larraín. Ese mismo año, conformó junto con Nicloux la dupla humorística «Las Natys», para el programa Animal nocturno, también de TVN. Al año siguiente formó parte del panel del programa Dónde la viste, animado por Roberto Bruce y acompañada por Cavallo y Sebastián Layseca.
En 2014 participó en Comedy Central Presenta: Stand-up en Chile, un especial de stand-up comedy en el canal internacional Comedy Central.
En enero de 2015 participó en el programa de talento infantil Pequeños gigantes, emitido por Chilevisión, en donde fue «coach de carisma». Ese mismo año formó parte del panel de Campo minado, programa de Vía X que integró junto a Claudia Aldana, Paloma Salas y Emilia Pacheco. En septiembre de ese año, Valdebenito abandonó el espacio acusando razones políticas, pues «no tenía una buena relación con el editor de contenido debido a mi ideología y a la suya». Además, comentó que «no hay sueldo que pague mi silencio».
En abril de 2018, Valdebenito se integró al panel del programa de televisión La noche es nuestra, conducido por Jean Philippe Cretton, Pamela Díaz y Felipe Vidal en Chilevisión. Cinco meses después decidió dejar el espacio debido a que "La tele me cuesta. [...] Me cuesta por lo que pasa fuera, me cuesta porque es un trabajo [...] lento y yo tengo la necesidad de hacer las cosas [...] en vivo y más rápido."

## Gritona, Festival de Viña del Mar y consagración
El 13 de noviembre de 2015, Valdebenito se presentó en el festival de comedia New York Comedy Festival, donde conformó el trío «SUR» junto al argentino Ezequiel Campa y al colombiano Diego Camargo. Fue el único show del festival que estaba en español. El 20 de noviembre volvió a presentarse con el mismo dúo en Miami.
El 6 de agosto de 2015, Valdebenito dio inicio a su primer unipersonal Gritona. Escrita y dirigida por ella misma, comenzó con cuatro fechas en el Teatro Coca-Cola City. Sin embargo, debido al éxito y a la demanda de nuevas fechas; inició una gira que la llevó por algunas ciudades de Chile y del extranjero hasta el 26 de octubre de 2016. El 10 de noviembre de 2017, la plataforma de streaming Netflix lanzó la última función de su gira Gritona en su sitio web.
En noviembre de 2015, Virginia Reginato, alcaldesa de Viña del Mar, confirmó en un blog oficial que Natalia Valdebenito se presentaría en el LVII Festival Internacional de la Canción de Viña del Mar. Tres meses más tarde, el 24 de febrero de 2016, Valdebenito se presentó frente a mucha expectación. Era la primera mujer comediante que se subía al escenario de la Quinta Vergara en catorce años, luego de que las comediantes chilenas Vanessa Miller y Natalia Cuevas fueran bajadas por "El monstruo" en las ediciones de 2003 y 2004, respectivamente. Sin embargo, la rutina de Valdebenito fue un éxito rotundo y recibió el premio máximo del público, la «Gaviota de oro», gracias a un número que abordaba temáticas feministas y de reivindicación del género femenino. Durante la presentación se rio, además, de figuras de la farándula como Francisca García Huidobro, Arturo Vidal y Ricardo Montaner; y de figuras de la política como Ricardo Lagos y Lucía Hiriart. Como directora de su presentación, Valdebenito eligió la canción de apertura, el vestuario y los colores de fondo de dicha presentación. También decidió no llorar.
El 24 de enero de 2017 fue invitada a la segunda edición de los Premios Caleuche, en donde comentó algunas de sus experiencias como actriz y la ola de críticas que recibió en las redes sociales tras su paso por el Festival de Viña. También aprovechó de reírse de sus colegas actores y contó con la presencia de la alcaldesa Evelyn Matthei, a quien se dirigió brevemente comentando que "tiene el superpoder de caerte bien igual".
El 5 de mayo de 2017, la compañía Comedy Dynamics anunció el lanzamiento de Gritona, su primer álbum de comedia en español. Grabado en el Comedy Inn, fue lanzado en las plataformas digitales iTunes, Apple Music, Google Play y Spotify. En dicho álbum, Valdebenito habla sobre ser chilena, las amigas, el feminismo, Cecilia Bolocco y otras temáticas.

Con respecto a este álbum, Valdebenito comentó lo siguiente:
Ayer grabé mi primer álbum! Que es esto? Es el formato de audio de una de mis rutinas, grabada con público gringo y latino y chilenos locos que llegaron y llenaron el lugar. [...] Esta es la primera vez que se graba a latinos, la cosa partió conmigo y había que estar a la altura, esta es una apuesta para ellos, la vida misma para mí! La gente rió mucho, de principio a fin, mucho más de lo que podía haber imaginado. Ahora me relajo y celebro, contenta de haber hecho bien mi trabajo, que es lo único que me convoca a contarles esto.
Lista de canciones de Gritona (álbum)
| N.º | Título                    | Duración |  |
| 1.  | «Introducción»            | 0:56     |  |
| 2.  | «Soy chilena»             | 1:19     |  |
| 3.  | «Dictadores»              | 0:56     |  |
| 4.  | «Falta de sexo»           | 3:10     |  |
| 5.  | «La trilogía»             | 2:43     |  |
| 6.  | «El examen de próstata»   | 2:31     |  |
| 7.  | «El ginecólogo»           | 4:03     |  |
| 8.  | «El feminismo»            | 2:34     |  |
| 9.  | «Ley del acoso callejero» | 1:59     |  |
| 10. | «Ella no es mi amiga»     | 2:17     |  |
| 11. | «Celos normales»          | 5:04     |  |
| 12. | «Las suegras»             | 5:43     |  |
| 13. | «Bolocco Cecilia»         | 4:12     |  |
| 14. | «El verano»               | 5:05     |  |
| 15. | «La eterna juventud»      | 3:05     |  |
| 16. | «La gordura»              | 1:24     |  |
| 17. | «Tomar helado»            | 1:53     |  |
| 18. | «El higiene»              | 3:54     |  |
| 19. | «La prueba del amor»      | 1:44     |  |

El 18 de agosto de 2017, Natalia Valdebenito inició su segundo show unipersonal, Sin miedo, en el Centro Cultural San Ginés. En una entrevista de radio, comentó que el nombre se debe a que "el miedo empezó a aparecer. [...] El miedo, por ejemplo, a ver tanto improperio en redes sociales". El show comenzó con once fechas, pero debido al éxito y a la demanda de entradas, el show inició una gira que también incluyó países de Europa.
El 2 de marzo de 2018 Netflix LATAM estrenó un especial de comedia de Natalia Valdebenito capturado en el Teatro Nescafé de las Artes, en el cual menciona la igualdad de género, el respeto hacia las mujeres, la contingencia política y otras temáticas. En una entrevista para Radio Cooperativa, Valdebenito comentó que el registro fue "una funcion ideada para ese momento" y que buscaba "usar" el escenario. "Era primera vez que hacía la rutina. Es un estreno hasta para mí". También comentó que de una hora veinte de grabación censuraron aproximadamente quince minutos, incluido un segmento en el que hablaba sobre Donald Trump.
El 22 de marzo de 2019 se llevaron a cabo los Premios Caleuche 2019 en el Teatro Oriente de Santiago, evento de Chileactores que premió las mejores interpretaciones del cine y de la televisión. Natalia Valdebenito fue nominada en la categoría de Mejor Comediante de televisión con Stefan Kramer, Paola Troncoso y Belén Mora y fue premiada en dicha categoría.
El 8 de agosto de 2021, Valdebenito anunció en sus redes sociales Fea, su tercera gira unipersonal. Escrita y dirigida nuevamente por ella misma, la gira busca reírse de sus inseguridades personales, tal cual hacía en Gritona.

## Carrera radial
Desde hace diez años que Natalia es la conductora de su programa «Café Con Nata» en la radio digital Súbela Radio. Este es un matinal que se transmite a través de la web de la radio y en su canal de Twitch, de 9 a 10:30 de lunes a viernes. En el programa se revisan los titulares más importantes del día, y en su última media hora se lleva a cabo una entrevista a algún personaje de las artes y/o la actualidad, siempre con enfoque de género. Además, los episodios quedan registrados como podcast en el perfil de Súbela en Spotify, por lo que pueden ser consultados posteriormente. 

## Vida personal
Valdebenito es activista pro-feminismo. Desde niña siempre fue muy "consciente del mundo adulto" y sentía que una vez que creciera iba a ser feliz. No le gustaba jugar a las muñecas, ya que no le llamaba la atención cambiar pañales, sino viajar. Durante su niñez, además, fue admiradora de Gabriela Mistral.
El 6 de septiembre del 2017 participó en un evento que recaudaba fondos para el Observatorio Contra el Acoso Callejero y fue insultada apenas dio a conocer que sería parte de dicho evento.
Ella decidió no tener hijos cuando "me lo pregunté honestamente". "Me da lo mismo lo que hagas con tu cuerpo o con tu vida [...]. Siempre he visto esta imagen: yo, acostada en la cama, vieja, mirando para atrás lo que fue mi vida y la verdad es que [ser madre] sería una de las cosas de las que yo me arrepentiría. [...] Respeto demasiado la misión de ser madre, pero no la quiero para mí".

### Abusos sexuales del clan infantil
En septiembre de 2018, Natalia Valdebenito relató en su podcast Café con Nata un episodio de abuso sexual a menores durante su paso por el Clan Infantil de Sábados gigantes, cuando solo tenía diez años de edad. El relato causó controversia en los medios: en el matinal Mucho gusto de Mega pusieron en duda la veracidad de sus declaraciones y las interpretaron como un intento de boicot hacia la Teletón. Valdebenito se refirió al respecto:
"Es lo mismo que pasó hace treinta años. Se preocuparon de la institución, de la figura de ese animador [Mario Kreutzberger] y no de los niños que estábamos ahí. Es increíble que gente que sí tiene hijos no ponga por encima de cualquier cosa a ellos."

## Controversias
El 2 de agosto de 2020, Valdebenito en su cuenta de Twitter expresó su descontento respecto ante los incidentes de racismo en la Región de la Araucanía por el conflicto mapuche. En discrepancia, un usuario le respondió “No es racismo ni fascismo! Fueron sólo vecinos que defendieron su ciudad de los terroristas, deja de defender a gente que se esconde detrás del glorioso pueblo mapuche real para hacer terrorismo!”. A lo que Valdebenito contestó “Con esta cara no podríamos esperar más eh. Bloqueado”. La respuesta de Valdebenito rápidamente generó polémicas en las redes sociales, llegando en Chile a ocupar el primer puesto en lo más comentado en Twitter, puesto que el usuario pertenecía al pueblo mapuche y se encontraba en situación de discapacitado.
El tuit fue eliminado en unos minutos por parte de Valdebenito. Posteriormente señaló no haber notado su condición de discapacidad y pidió disculpas.[cita requerida]

## Filmografía

### Cine
| Películas | Películas           | Películas                 | Películas        |
| Año       | Teleserie           | Personaje                 | Director         |
| --------- | ------------------- | ------------------------- | ---------------- |
| 2020      | Mujeres arriba      | Magdalena                 | Andrés Feddersen |
| 2024      | El lugar de la otra | Matilde Ladrón de Guevara | Maite Alberdi    |

### Teleseries
| Teleseries | Teleseries | Teleseries        | Teleseries  |
| Año        | Teleserie  | Personaje         | Canal       |
| ---------- | ---------- | ----------------- | ----------- |
| 2013       | Graduados  | Alejandra Aguirre | Chilevisión |

### Televisión
| Programas de televisión | Programas de televisión | Programas de televisión |
| Año                     | Programa                | Canal                   |
| ----------------------- | ----------------------- | ----------------------- |
| 2004-2006               | Cabra chica gritona     | Vía X                   |
| 2007-2009               | El club de la comedia   | Chilevisión             |
| 2010                    | A/Z                     | TVN                     |
| 2010                    | Animal nocturno         | TVN                     |
| 2011                    | Dónde la viste          | TVN                     |
| 2015                    | Pequeños gigantes       | Chilevisión             |
| 2018                    | La noche es nuestra     | Chilevisión             |

## Teatro
- Quitapenas[10]
- Impro Star, espectáculo de improvisación y humor. Compañía Dijo La Otra.[41]
- Crimen, espectáculo de improvisación con un actor famoso por cada función. Colectivo La Otra.[42]
- Hardcore, show grupal de Stand Up Comedy, junto con Jani Dueñas, Paloma Salas y José Miguel Villouta.[43]
- Gritona, show unipersonal de Stand Up Comedy.[15]
- Sin miedo[44]
- Crimen

## Premios y nominaciones
Otros premios
- 2018 - Premio Nacional de Humor de Chile[n 1][45]